# Marie Parent
Marie Parent (1853–1934) fue editora de revista, activista del movimiento por la Templanza, feminista y sufragista belga. Fundó la Alianza de mujeres contra el abuso de alcohol en 1905 y la Liga belga de mujeres racionalistas en 1920. Durante más de 20 años, dirigió y editó el Journal des Mères (Diario de las madres), por el que recibió el premio Adelson Castiau de la Real Academia de Bélgica y una medalla de oro en la Exposición Internacional de Bruselas de 1910.

## Biografía
Nacida el 20 de diciembre de 1853 en Bruselas, Parent fue la séptima y última hija de Jean-Jacques Florimond Parent, impresor y editor, y Marie de Vogelsang, quien se hizo cargo del negocio de su esposo cuando él murió.
Primero dirigió una pensión cerca del lago Genval junto con una de sus hermanas, antes de dedicarse a la edición de diarios en 1889 con La petite revue belge para jóvenes lectores. Al año siguiente, se embarcó en su campaña de templanza, publicando un folleto titulado Le rôle de la femme dans la lutte contre l'alcoolisme (El papel de la mujer en la lucha contra el alcoholismo), informando a las mujeres de la clase trabajadora sobre sus derechos cuando se enfrentan a la violencia de sus esposos. En 1899, se convirtió en una de las principales figuras de la Union des femmes belges contre l'alcoolisme  (Unión de Mujeres Belgas contra el Alcoholismo) que condujo al establecimiento de cafeterías y restaurantes sin bebidas alcohólicas. Creyendo que sería más fácil trabajar hacia un consumo moderado en lugar de la abstinencia, en 1905 fundó la Alliance des femmes contre les abus de l'alcool.
Estuvo más activa en el movimiento de mujeres, uniéndose a la Ligue belge du droit des femmes  (Liga belga para los derechos de las mujeres) cuando se fundó en 1892. En 1897, fue una de las mujeres que organizó el Congrès féministe international de Bruxelles, presidiendo varias sesiones. En 1905, tras el establecimiento del Conseil national des femmes belges, encabezó la sección de higiene. Tras la jubilación de Marie Popelin en 1912, también dirigió la Ligue belge du droir des femmes.
Junto con otras organizaciones de mujeres, en 1914 participó en la Union patriotique des femmes belges, pidiendo sufragio universal. Parent fue una de las delegadas en la Conferencia Inter-Aliada de Mujeres celebrada en París el 10 de febrero de 1919 para desarrollar temas de mujeres para la Conferencia de Paz de París . En 1920, fundó y se convirtió en presidenta de la Ligue des femmes rationalistes  que tenía una membresía de 20,000.
Marie Parent murió en 1934.